# ده‌نو قلندران
قلندران روستای آبادی در منطقه فرامرزان و از توابع بخش جناح شهرستان بستک در غرب استان هرمزگان در جنوب ایران واقع شده‌است...

## وجه تسمیت
وجه تسمیت روستا از این قرار است: چون اجداد مردم این روستا در حدود ۲۰۰ سال پیش یا هم بیشتر از منطقهٔ ای به این محل مهاجرت کرده و چون نام خانوادگی آن‌ها «قلندرانی» بوده، این محل به نام ((دهنو قلندران)) نام‌گذاری شده‌است..

## محدوده دهنو قلندران
از شمال کوه، از جنوب دهنو خواجه، از غرب خمر قلندران، و از سمت مشرق به هنگویه محدود می‌گردد..

## جمعیت
جمعیت این روستا بر اساس سرشماری سال ۱۳۸۵ جمعیت آن ۱۳۵ نفر (۲۷ خانوار)
بوده است. دارای دبستان، مسجد، و چند باب آب‌انبار برکه است.

## مشکل کمبودآب
آب لوله کشی در هفته یک 
شب از محل چاه کمشک
تأمین می‌شود که جوابگوی نیازمندی‌های آب شرب مردم روستا نیست، به همین خاطر مردم آب مورد نیازشان را از محل آب‌انبارهای روستا تأمین می‌کنند...

## فهرست منابع و مآخذ
- محمدیان، کوخردی، محمد ،  «شهرستان بستک و بخش کوخرد» ، ج۱.چاپ اول، دبی: سال انتشار ۲۰۰۵ میلادی.
- عباسی، قلی، مصطفی،  «بستک وجهانگیریه»، چاپ اول، تهران : ناشر: شرکت انتشارات جهان معاصر، سال ۱۳۷۲ خورشیدی.
- سلامی، بستکی، احمد.  (بستک در گذرگاه تاریخ)  ج۲ چاپ اول، ۱۳۷۲ خورشیدی.
- نگاره‌ها از: احمد سلمان گوده‌ای و محمد محمدیان کوخِردی.
- بالود، محمد.  (فرهنگ عامه در منطقه بستک)  ناشر همسایه، چاپ زیتون، انتشار سال ۱۳۸۴ خورشیدی.
- مهندس: موحد، جمیل. (بستک و خلیج فارس) چاپ اول، تهران: سال انتشار ۱۳۴۳ خورشیدی.
- بالود، محمد.  (فرهنگ عامه در منطقه بستک)  ناشر همسایه، چاپ زیتون، انتشار سال ۱۳۸۴ خورشیدی.
- الکوخردی، محمد، بن یوسف، (کُوخِرد حَاضِرَة اِسلامِیةَ عَلی ضِفافِ نَهر مِهران Kookherd، an Islamic District on the bank of Mehran River) الطبعة الثالثة، دبی: سنة ۱۹۹۷ للمیلاد.
- بختیاری، سعید، ،  «اتواطلس ایران»  ، “ مؤسسه جغرافیایی وکارتگرافی گیتاشناسی، بهار ۱۳۸۴ خورشیدی.
- چمن پیرا، ناصر پاییز ۱۳۷۴ خورشیدی.
- محمد، صدیق «تارخ فارس» صفحه‌های (۵۰ ـ ۵۱ ـ ۵۲ ـ ۵۳)، چاپ سال ۱۹۹۳ میلادی.
- اطلس گیتاشناسی استان‌های ایران [Atlas Gitashenasi Ostanhai Iran] (Gitashenasi Province Atlas of Iran)